# Zerfallfrucht
Eine Zerfallfrucht ist eine Frucht, die nach der Reifung in mehrere Teile zerfällt, die jeweils meistens einen Samen enthalten.
Zu den Zerfallfrüchten gehören:
- Bruchfrüchte (auch Gliederfrüchte genannt)
  - Gliederhülsen
  - Gliederschoten
  - Klausenfrüchte
- Spaltfrüchte
  - Doppelachäne